# リットリン
リットリン(Littorine)は、チョウセンアサガオ属やベラドンナに含まれるトロパンアルカロイドである。アトロピン、ヒヨスチアミン、スコポラミン等と化学構造が類似しており、これらは共通の生合成経路を持つ。